# Sean Banan

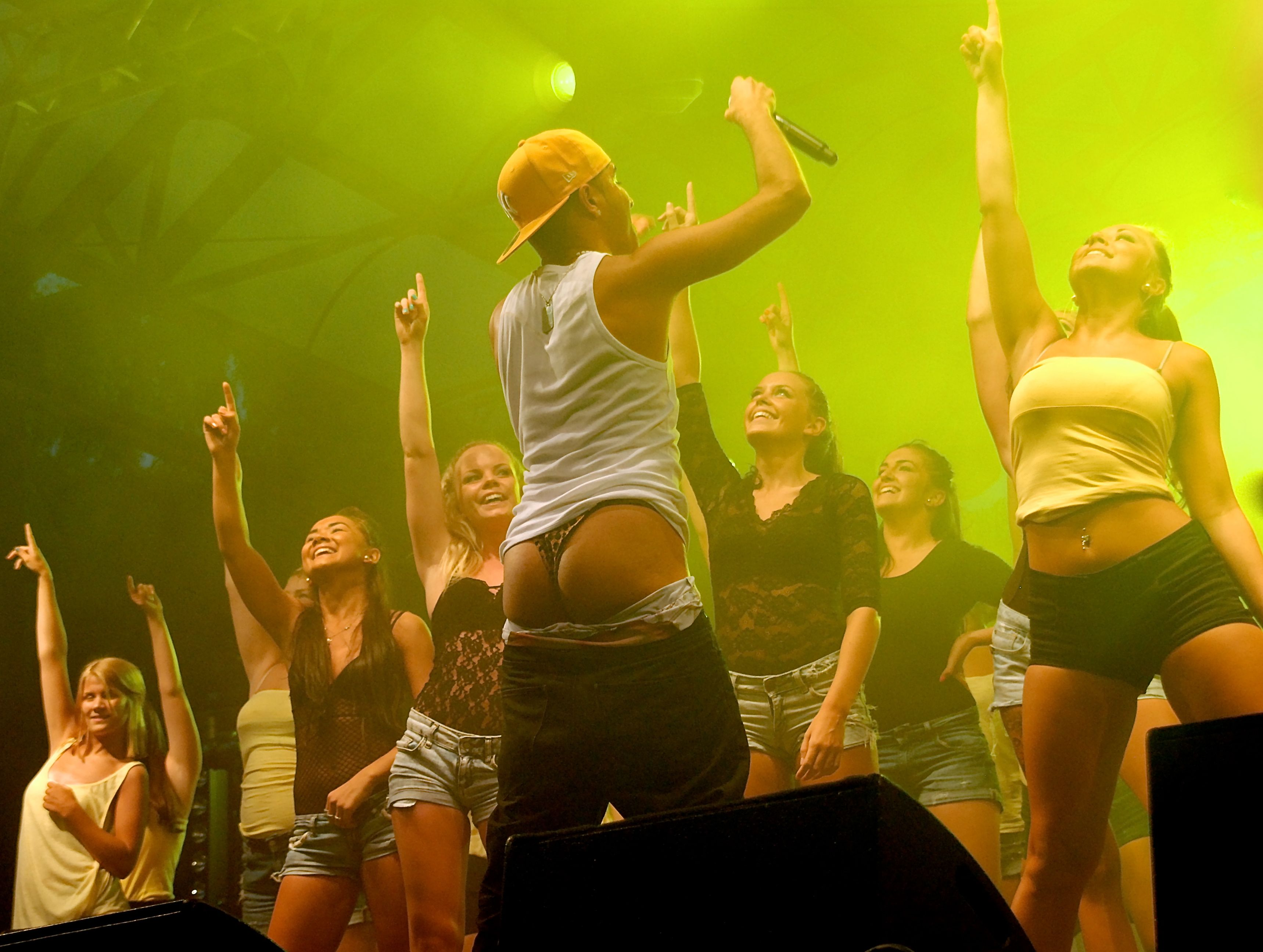
Sean Banan på Ung08-festivalen i Stockholm den 20 augusti 2011.

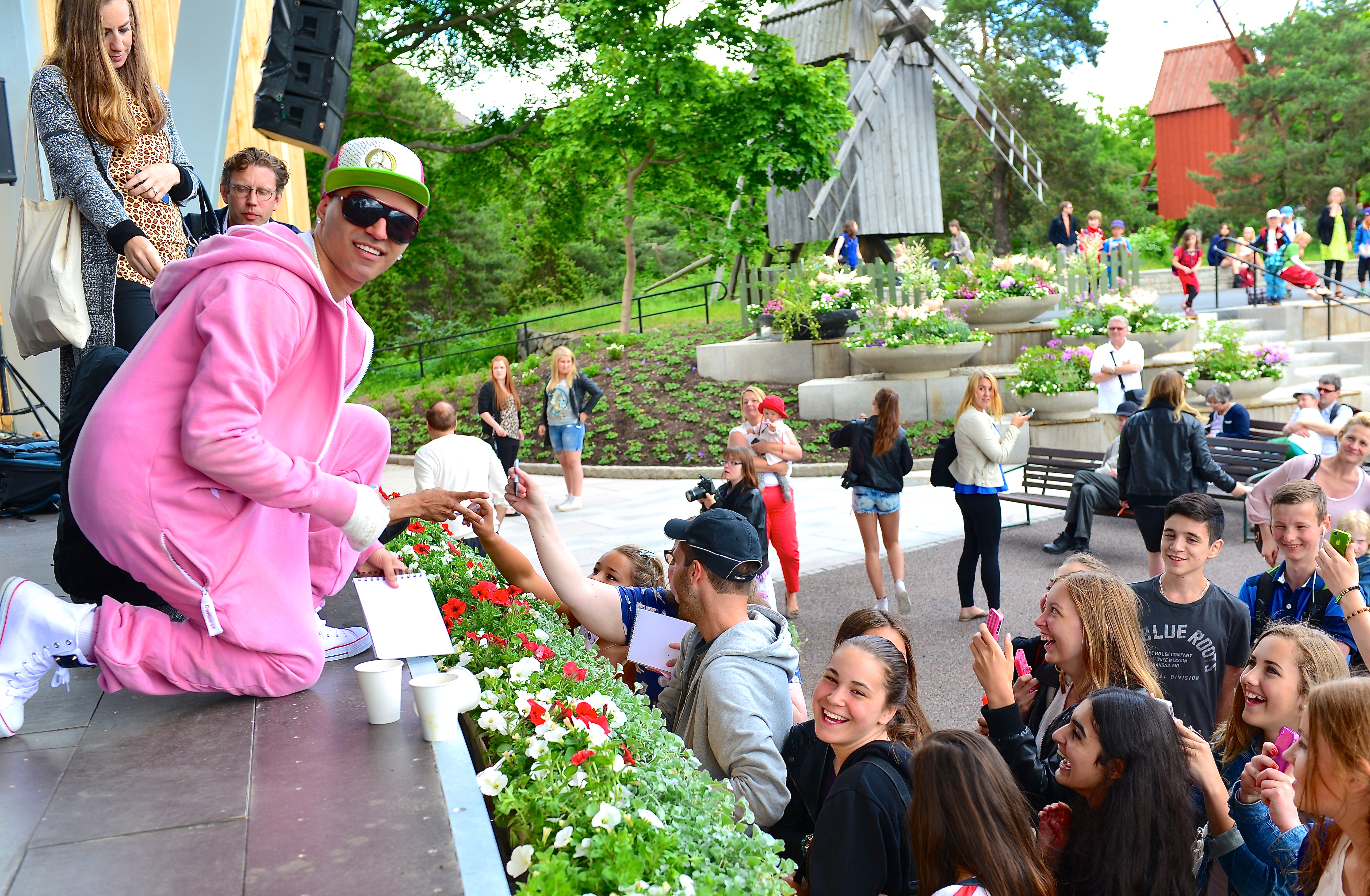
Sean Banan skriver autografer till fans inför Allsång på Skansen 2013.

Sina Samadi, mer känd under sitt alias Sean Banan, född 7 april 1985 i Iran, är en svensk komiker, skådespelare, sångare och dansare. Samadi kom med sin familj till Göteborg från Iran som tvååring; Han är numera bosatt i Stockholm. Samadi har tidigare arbetat som danslärare och koreograf.

## Biografi

### TV- och filmmedverkan
2006 medverkade Sean Banan i TV3:s dansprogram Floor Filler, där han bland annat tog lektioner i rumba, flamenco, rock'n'roll, cha-cha-cha, balett och streetdance (The Voice Streetdance school). En intervju från programmet blev något av ett svenskt internetfenomen; videoklippet lades upp på Youtube den 15 maj 2007. Klippet blev viralt och hade i juni 2011 fått över fyra miljoner visningar, som i Sverige då var en hög siffra.
I Cirkus Möller, ett humorprogram i TV4 med Måns Möller som programledare, medverkade han under 2009-2010 som en upptäcktsresande vågad "reporter". Samma år var han även med i Djävulsrallyt i Kanal 5, där han i tredje programmet tävlade ihop med Motörhead-trummisen Mikkey Dee. Den 24 juli 2010 gästade han Sommarkrysset och den 4 februari 2011 kunde han ses i Let's Dance. Han har även lett programmet Äntligen fredag tillsammans med Thomas Järvheden. Han uppträdde med nya singeln "Händer i luft" på finalen i Big Brother.
Sean Banan spelar Stretch i den svenska actionfilmen Skills från 2010. Den 15 februari 2012 premiärvisades hans första egna långfilm, Sean Banan inuti Seanfrika, där även Kikki Danielsson, Johannes Brost och Dr. Alban återfinns i rollbesättningen. Filmen, som spelades in i Moçambique, mottogs med genomgående negativa recensioner och har av flera recensenter beskrivits som en av de sämsta svenska filmer som någonsin gjorts. Kritik riktades även mot filmens sätt att förmedla en förlegad syn på afrikaner.
Den 10 november 2012 var han en av de två hemliga gästerna i SVT:s Gäster med gester.

### Musikkarriär
Under namnet Sean Banan inledde Samadi sin musikkarriär med den humoristiska singeln "Skaka rumpa", släppt digitalt den 16 juni 2010 efter att ha fått ett skivkontrakt med Raw Comedy på Sony Music i maj 2010. "Skaka rumpa" var tillfälligt den mest spelade låten på Spotify under sommaren 2010 och nådde som högst en åttonde placering på den svenska singellistan. Den 10 oktober 2010 släpptes "Puss puss", tillsammans med en musikvideo exklusivt på Aftonbladets webbplats. Den uppnådde plats 54 på den svenska singellistan. I slutet av november 2010 släpptes ytterligare en ny singel med en jullåt, "Gott nytt jul". "Gott nytt jul" låg under december 2010 etta på den svenska Spotify-topplistan. I juni 2011 släpptes "Händer i luft",
Som Sean Banan tävlade Samadi i Melodifestivalen 2012 med låten Sean den förste Banan. Han framförde låten under första deltävlingen i Växjö och gick vidare till "Andra chansen". Låten gick inte vidare till finalen. Sean den förste Banan är också titeln på Sean Banans debutalbum som utgavs av Sony den 27 februari. Trots negativa recensioner nådde albumet en tredje plats på den svenska albumlistan under en vecka.
Han deltog även i Melodifestivalen 2013, då med bidraget Copacabanana som han skrivit tillsammans med Ola Lindholm, Hans Blomberg och Joakim Larsson. Låten gick direkt till final där den slutade som sexa. I den andra deltävlingen av Melodifestivalen 2014 var Sean med i mellanakten och sjöng en discoversion av Herreys Diggi loo diggi ley.
2016 släpptes låten Gamerz.

## Filmografi

### Filmer
Rollen Sean Banan har i filmen visas inom parentes.
- 2010 - Skills (Stretch)
- 2012 - Sean Banan inuti Seanfrika (Sig själv)
- 2012 - Sammys äventyr 2 (Röst som fiskmås 1)

### TV-serier
- 2006 - Floor Filler
- 2009 - Cirkus Möller
- 2010 - Djävulsrallyt
- 2010 - Sommarkrysset (24 juli)
- 2011 - Äntligen fredag
- 2012 - APTV med Zillah & Totte (26 februari)
- 2012 - Bingolotto (8 april)
- 2012 - Allsång på Skansen (26 juni)
- 2012 - Lotta på Liseberg (2 juli)
- 2012 - Gäster med gester (10 november)
- 2013 - Så ska det låta (13 januari)
- 2014 - Sommarkrysset (21 juni - 23 augusti) - Återkommande gäst i varje program

## Diskografi
Alla listplaceringar avser Sverigetopplistan.

### Studioalbum
| År   | Albumdetaljer                                                                                              | [ 20 ] |
| ---- | --- | ------ |
| 2012 | Sean den förste Banan - Släppt: 27 februari 2012 - Skivbolag: Sony Music - Format: CD, digital nedladdning | 3      |
| 2013 | Copacabanana - Släppt: 25 februari 2013 - Skivbolag: Sony Music - Format: CD, digital nedladdning          | 2      |
| 2014 | En svensk klassiker - Släppt: 30 april 2014 - Skivbolag: Sony Music - Format: CD, digital nedladdning      | 3      |

### Singlar
| Utgivningsdatum | Titel               | Format                  | Sverige |
| --------------- | ------------------- | ----------------------- | ------- |
| 2010-06-16      | "Skaka rumpa"       | Digital nedladdning, CD | 4       |
| 2010-10-10      | "Puss puss"         | Digital nedladdning     | 54      |
| 2010-11-25      | "Gott nytt jul"     | Digital nedladdning, CD | 2       |
| 2011-06-01      | "Händer i luft"     | Digital nedladdning, CD | –       |
| 2014-02-09      | "Diggiloo Diggiley" | Digital nedladdning     | –       |
| 2016-11-25      | "Gamerz"            | Digital nedladdning     | –       |
| 2018-01-12      | "Bananaman"         | Digital nedladdning     | –       |
| 2021-08-20      | "Din king"          | Digital nedladdning     | –       |
| 2018-12-31      | "Svensson style"    | Digital nedladdning     | –       |

### Melodifestivalsbidrag
- Melodifestivalen 2012: "Sean den förste Banan" (#3)[22]
- Melodifestivalen 2013: "Copacabanana"